# 沟竹蛏
沟竹蛏（学名：Solen canaliculatus）是竹蛏科竹蛏属的一种。舊屬真瓣鳃目或帘蛤目，今屬貧齒蛤目。

## 分佈及棲息地
主要分布于中国大陆的東中國海及南中國海海域，常栖息在潮间带的中、低潮区至潮下带31-110米。埋栖于泥沙中，於每年六月初及八月初時繁殖。模式產地位於華南，模式標本現時保存於青島中国科学院海洋研究所。

## 共栖
研究發現當本物種成長至超過40 mm時，其外套腔和虹吸管中經常都會發現有與之共棲的小型豆蟹屬物種，惟這些豆蟹與溝竹蟶間的共生關係為何，則仍有待詳細研究。

## 外部連結
- 維基物種上的相關：沟竹蛏